# 保山四须鲃
保山四须鲃（学名：Barbodes wynaadensis）为輻鰭魚綱鲤形目鲤科四须鲃属的鱼类。在中国，分布于怒江水系等。该物种的体长可达25公分，其模式产地在印度南部。

## 扩展阅读
維基物種上的相關：保山四须鲃